# العلاقات الفلبينية المالية
العلاقات الفلبينية المالية هي العلاقات الثنائية التي تجمع بين الفلبين ومالي.

## مقارنة بين البلدين
هذه مقارنة عامة ومرجعية للدولتين:
| وجه المقارنة                                              | الفلبين                       | مالي            |
| --------------------------------------------------------- | ----------------------------- | --------------- |
| المساحة (كم2)                                             | 343.45 ألف                    | 1.24 مليون      |
| عدد السكان (نسمة)                                         | 104.92 مليون                  | 18.54 مليون     |
| الكثافة السكانية (ن./كم²)                                 | 305.49                        | 14.95           |
| العاصمة                                                   | مانيلا                        | باماكو          |
| اللغة الرسمية                                             | اللغة الفلبينية، لغة إنجليزية | لغة فرنسية      |
| العملة                                                    | بيسو فلبيني                   | فرنك غرب أفريقي |
| الناتج المحلي الإجمالي (بليون دولار)                      | 313.60 مليار                  | 15.29 مليار     |
| الناتج المحلي الإجمالي (تعادل القوة الشرائية) بليون دولار | 743.90 مليار                  | 35.69 مليار     |
| الناتج المحلي الإجمالي الاسمي للفرد دولار أمريكي          | 2.90 ألف                      | 724             |
| الناتج المحلي الإجمالي للفرد دولار أمريكي                 | 7.39 ألف                      | 1.60 ألف        |
| مؤشر التنمية البشرية                                      | 0.668                         | 0.419           |
| رمز المكالمات الدولي                                      | +63                           | +223            |
| رمز الإنترنت                                              | .ph                           | .ml             |
| المنطقة الزمنية                                           | توقيت الفلبين                 | 00              |

## منظمات دولية مشتركة
يشترك البلدان في عضوية مجموعة من المنظمات الدولية، منها:
| علم المنظمة | اسم المنظمة                               | تاريخ انضمام الفلبين | تاريخ انضمام مالي |
| ----------- | ----------------------------------------- | -------------------- | ----------------- |
|             | مؤسسة التنمية الدولية                     | 28 أكتوبر 1960       | 27 سبتمبر 1963    |
|             | الأمم المتحدة                             | 24 أكتوبر 1945       | 28 سبتمبر 1960    |
|             | منظمة التجارة العالمية                    | 1995                 | ?                 |
|             | منظمة الشرطة الجنائية الدولية             | ?                    | ?                 |
|             | المركز الدولي لتسوية المنازعات الاستشارية | 17 ديسمبر 1978       | 2 فبراير 1978     |
|             | الاتحاد الدولي للاتصالات                  | 25 مايو 1912         | 21 أكتوبر 1960    |
|             | الفريق المعني برصد الأرض                  | ?                    | ?                 |
|             | البنك الدولي للإنشاء والتعمير             | 27 ديسمبر 1945       | 27 سبتمبر 1963    |
|             | الاتحاد البريدي العالمي                   | ?                    | ?                 |
|             | منظمة حظر الأسلحة الكيميائية              | ?                    | ?                 |
|             | مؤسسة التمويل الدولية                     | 12 أغسطس 1957        | 9 مايو 1978       |
|             | وكالة ضمان الاستثمار متعدد الأطراف        | 8 فبراير 1994        | 22 أكتوبر 1992    |
|             | يونسكو                                    | 21 نوفمبر 1946       | 7 نوفمبر 1960     |

## وصلات خارجية
- موقع وزارة الخارجية الفلبينية